# Yamaha XJ600 Diversion
Yamaha XJ 600 Diversion – motocykl szosowy, produkowany w latach 1991-2003 przez Yamaha Motor Company.
XJ 600 Diversion występuje w dwóch wersjach: "S" - z półowiewką oraz "N" - wersja naked bike, produkowana od 1994 roku. Ta pierwsza wersja była również produkowana na rynek amerykański pod nazwą "Seca II".

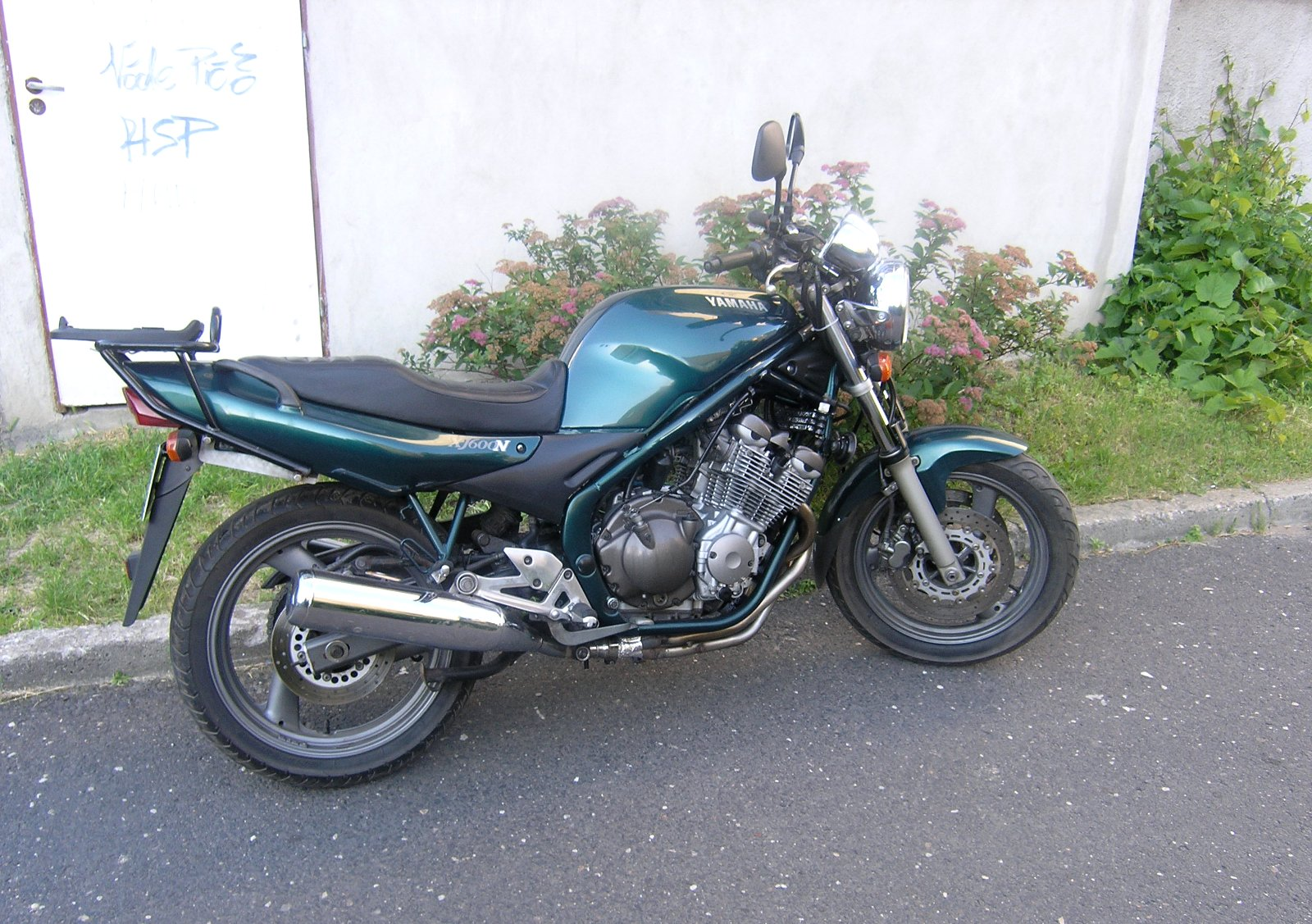
XJ600N 2000

## Ważniejsze modyfikacje modelu
1993 - zmiana deski rozdzielczej oraz owiewki na jednoczęściową, szerszą. Wzmocnienie konstrukcji tylnego wahacza;
1996 - Inna owiewka i reflektor w wersji "S". Dzielone boczki. Dźwignia ssania przeniesiona na kierownicę. Nowe gaźniki z elektrycznym podgrzewaniem i czujnikiem położenia przepustnicy. Dodano chłodnicę oleju. Podciśnieniową pompę paliwa zastąpiono elektryczną. Dodano schowek pod kanapą.
1997 - Osłonki na lagi. Wprowadzono wersje ze zmienioną kanapą.
1998 - Ostateczna wersja, bez istotnych zmian produkowana do 2003. Grubsze rury nośne teleskopów (41 zamiast 38 mm). Dwie pływające tarcze hamulcowe z przodu zamiast jednej. Nowa kanapa.

## Dane techniczne
- Typ silnika: Chłodzony powietrzem, 4-suwowy, 4-cylindrowy, rozrząd DOHC, 2 zawory na cylinder
- Pojemność skokowa: 598 cm³
- Średnica x skok tłoka: 58,5 x 55,7 mm
- Stopień sprężania: 10:1
- Układ zasilania: 4 gaźniki podciśnieniowe
- Max. moc: 46 kW przy 8500 obr./min
- Max. moment obrotowy: 53 Nm przy 7000 obr./min
- Układ zapłonowy: CDI
- Rozrusznik: Elektryczny
- Skrzynia biegów: 6-biegowa
- Przeniesienie napędu: Łańcuch
- Wymiary (dł. x szer. x wys.): 2170 x 750 x 1205 mm
- Rozstaw osi: 1445 mm
- Wysokość siedzenia: 770 mm
- Prześwit: 				150 mm
- Pojemność zbiornika paliwa: 	17 litrów (w tym 3,5 litra rezerwy)
- Masa pojazdu w stanie suchym: 	187-196 kg, w zależności od wersji
- Opony przednie: 			110/80-17
- Opony tylne: 				130/70-18
- Zawieszenie przednie: 		41-milimetrowy (we wcześniejszych wersjach 38mm) widelec teleskopowy, skok 140 mm
- Zawieszenie tylne: 	Amortyzator typu Monoshock z 7-stopniową regulacją napięcia wstępnego, skok 110 mm
- Hamulce przednie: 	Dwie tarcze 298 mm (od 1998 r.), zaciski 2-tłoczkowe
- Hamulce tylne: 	        Tarcza 245 mm, zacisk 2-tłoczkowy
- Kąt wyprzedzenia: 			25°
- Wyprzedzenie: 			97 mm